# Avenue of Stars (Hongkong)

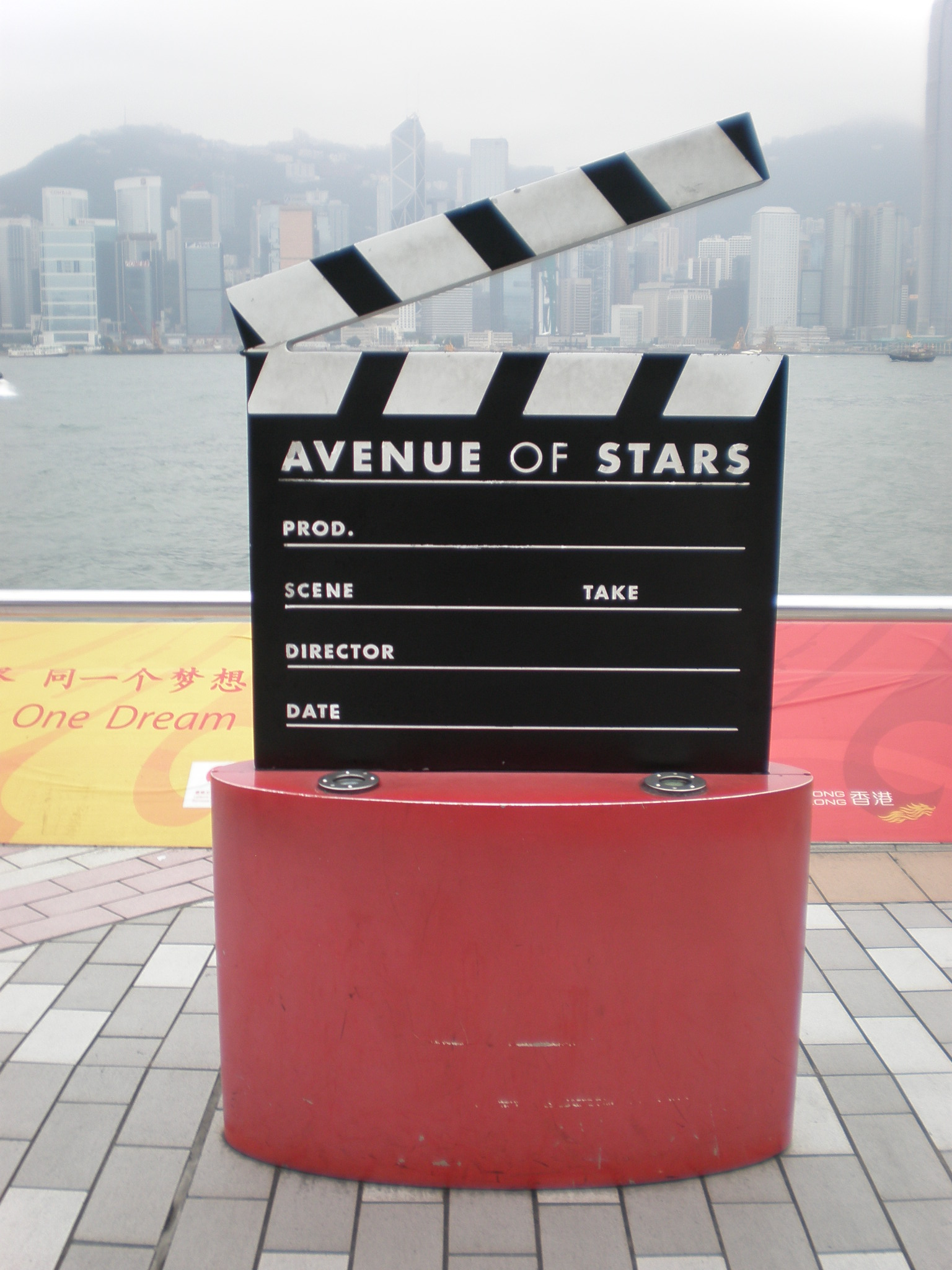

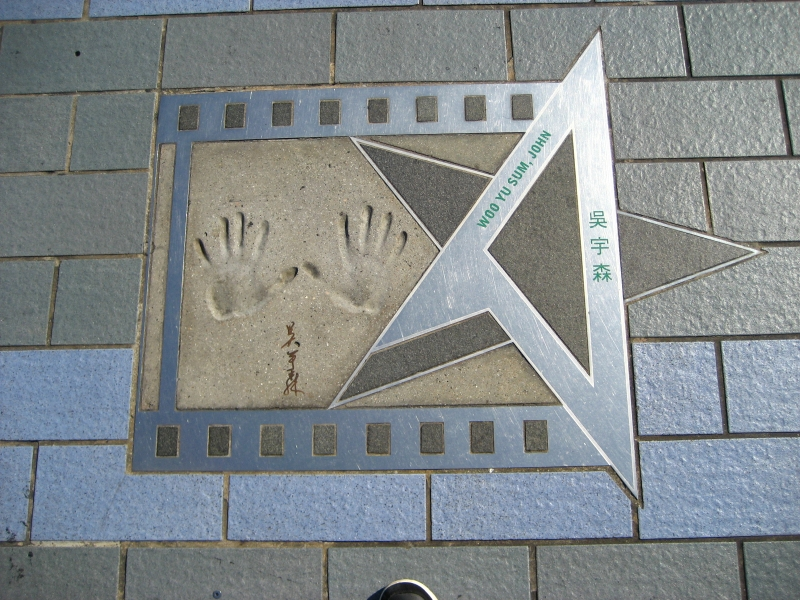
John Woo rendező kézlenyomata és aláírása

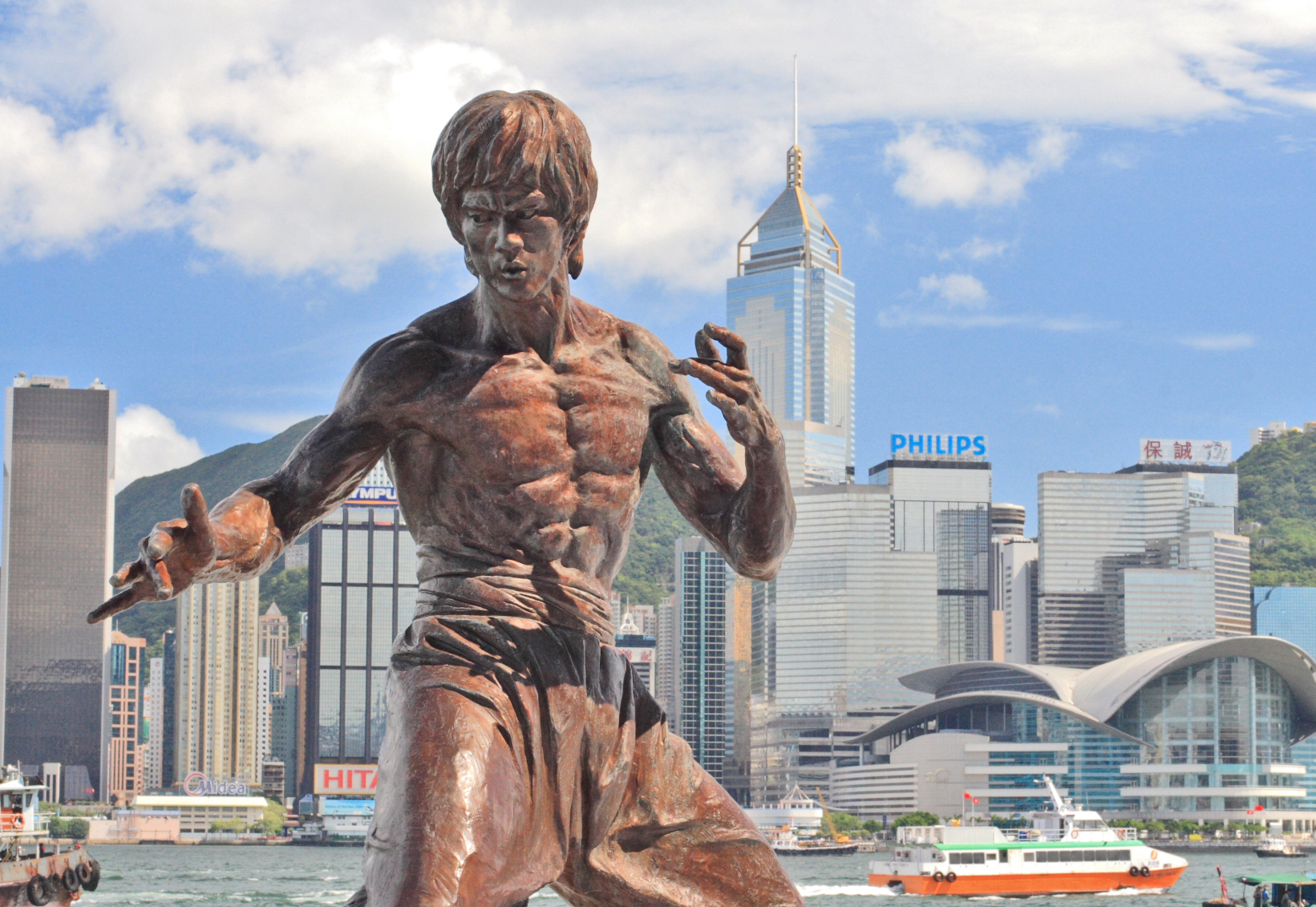
Bruce Lee szobra

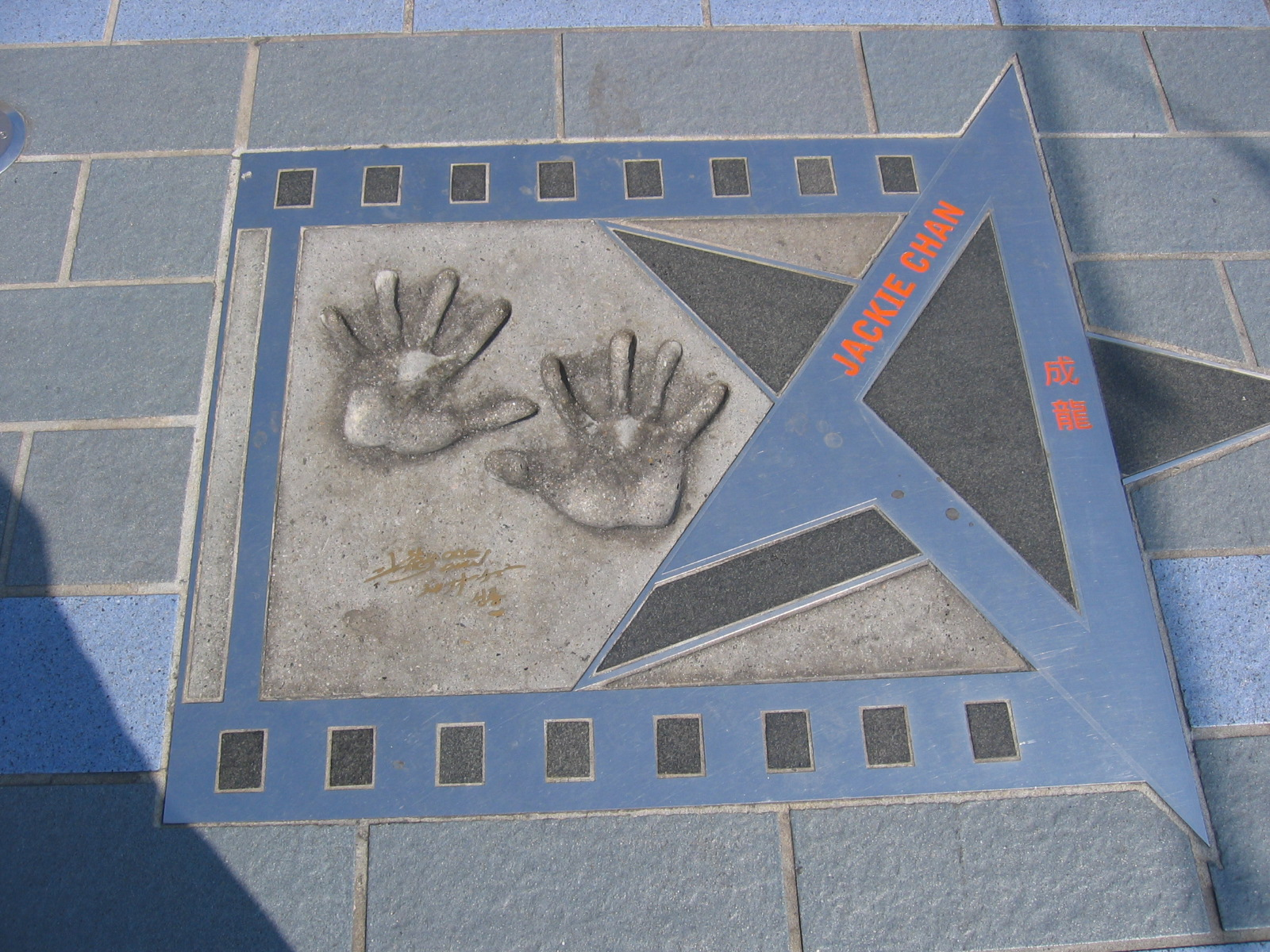
Jackie Chan kézlenyomata és aláírása

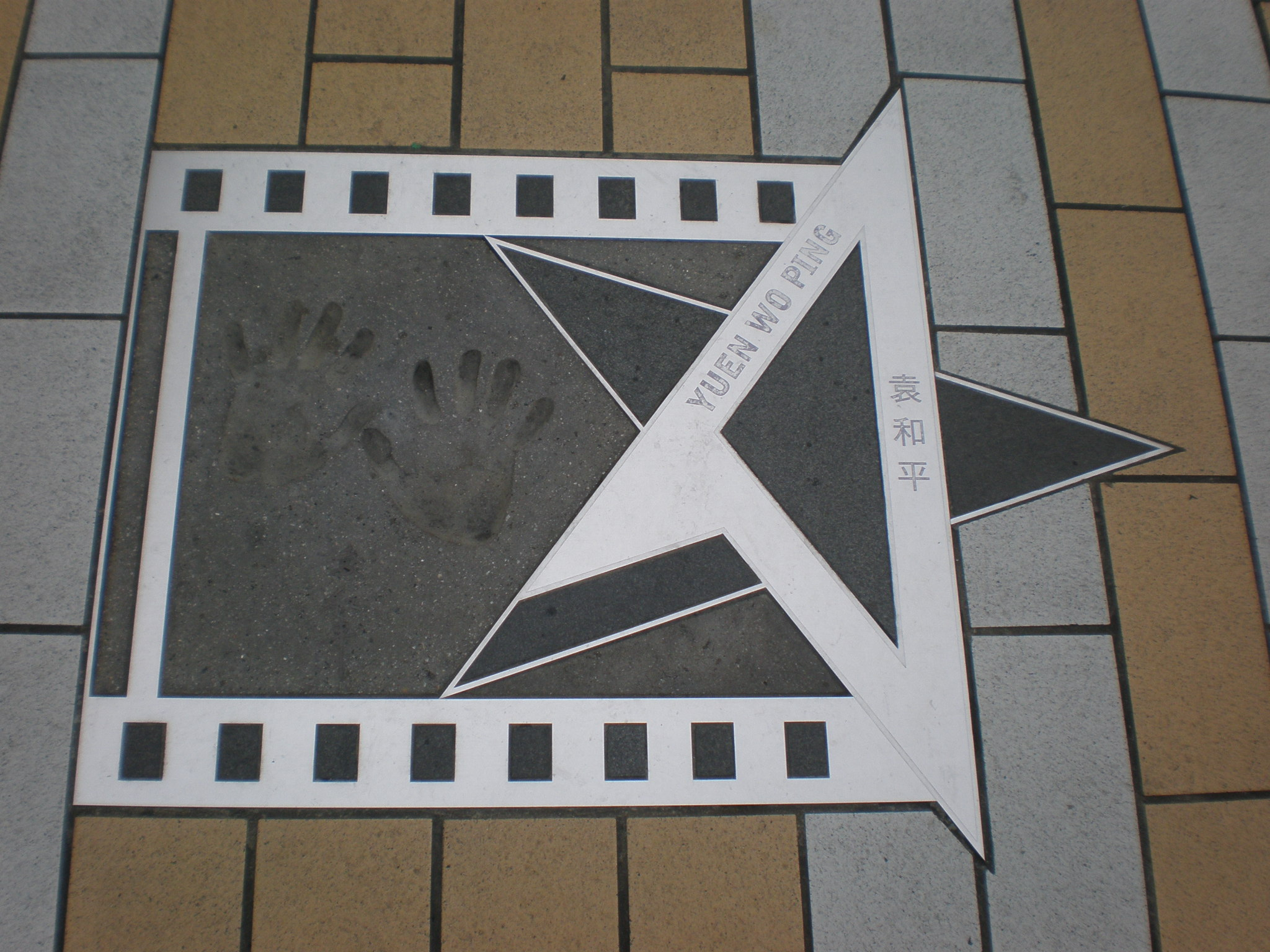
Yuen Woo-ping kézlenyomata és aláírása

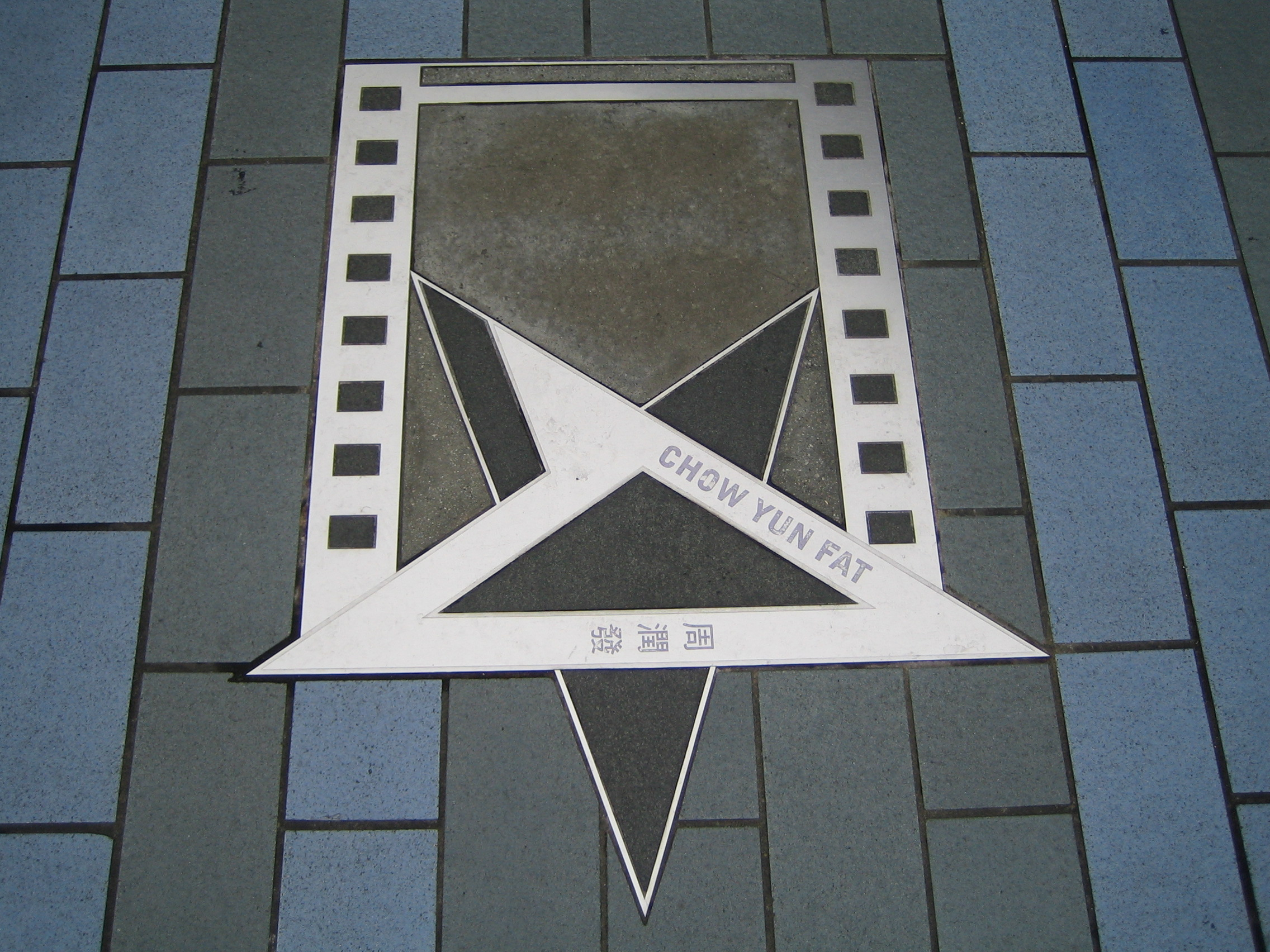
Chow Yun-fat csillaga

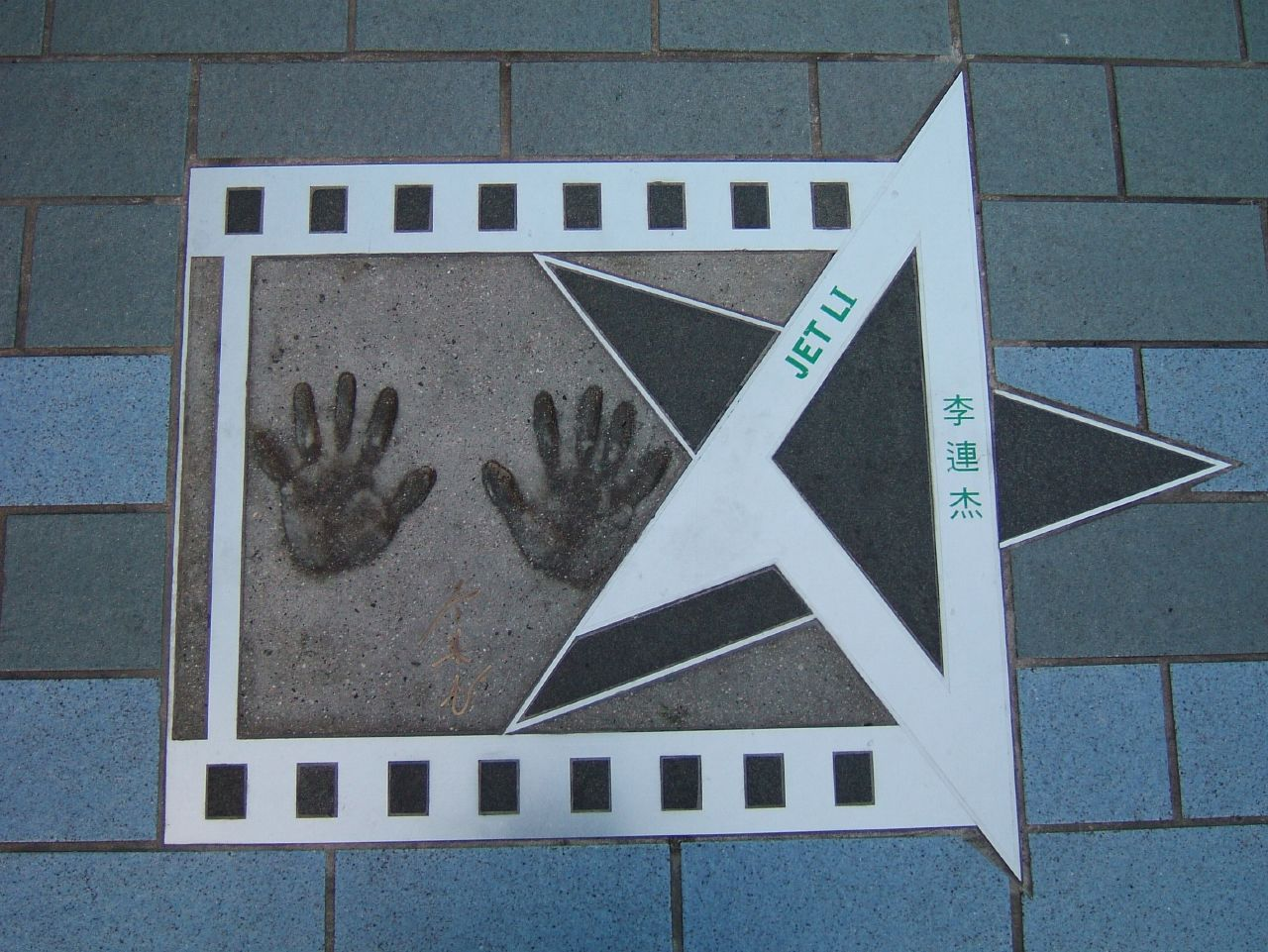
Jet Li kézlenyomata és aláírása

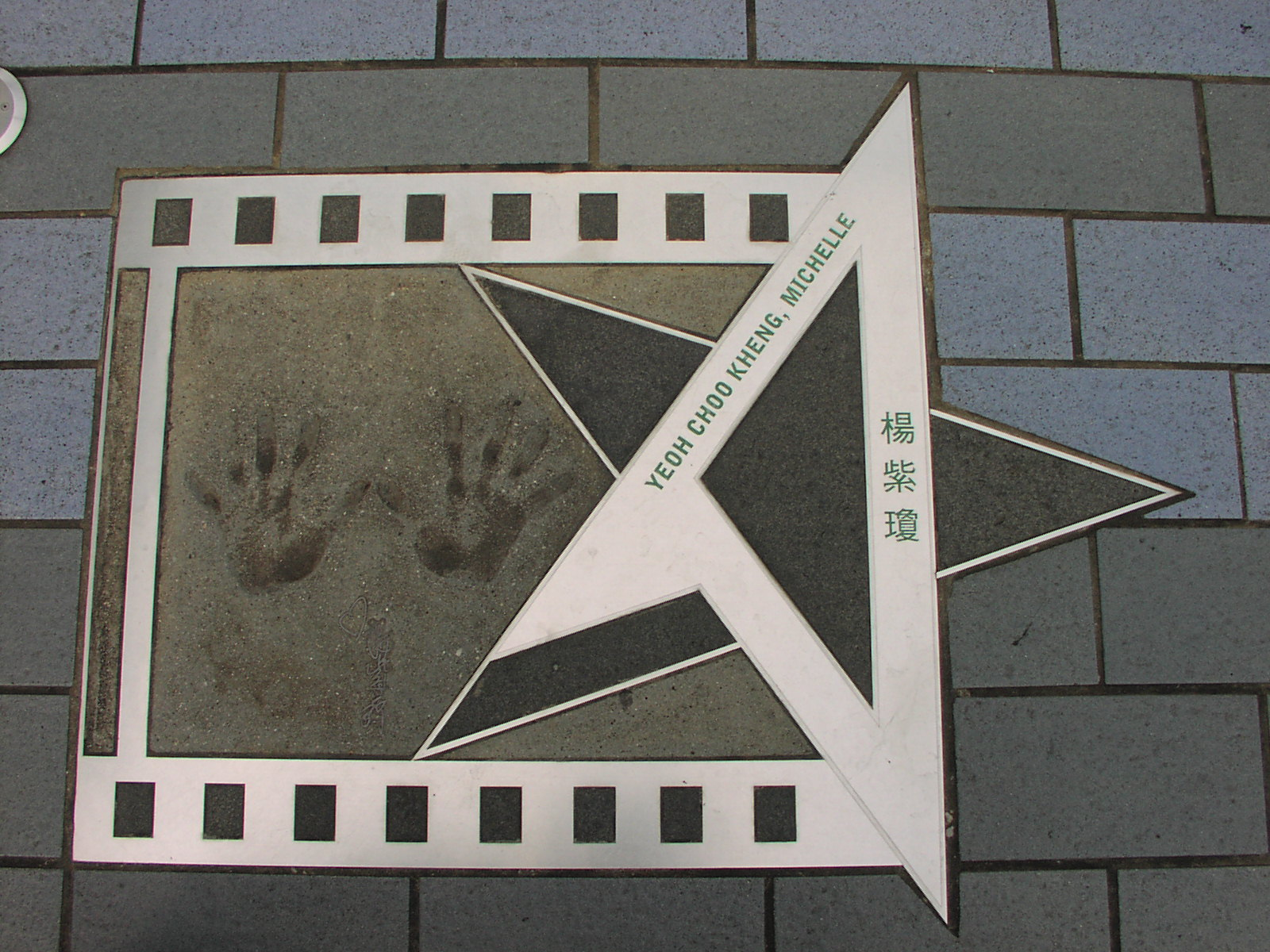
Michelle Yeoh kézlenyomata és aláírása

Az Avenue of Stars (kínai: 星光大道, magyaros átírásban: Hszing Kuang Taj Tao) a hollywoodi hírességek sétányáról mintázott sugárút, mely Hongkong Tsim Sha Tsui részében, a Viktória kikötő partvonalán található. A területen a hongkongi filmipar kiválóságai kapnak helyet.

## Története
1982-ben a New World Group sétányt épített a New World Centre bevásárlóközpont körül Tsim Sha Sui vízpartja mentén Kowloonban. 2003-ban a társaság bejelentette, hogy 40 millió hongkongi dollárból megépíti az Avenue of Stars-t, a projekt támogatói voltak a hongkongi kormány, a hongkongi turizmusért felelős tanács és bizottság, a hongkongi szabadidős és kulturális minisztérium és a Hong Kong Film Awards Association. A sugárút hivatalos megnyitója 2004. április 27-én volt, majd következő napon megnyitották a nyilvánosság számára is. A megnyitáskor 73 hongkongi híresség kapott helyet rajta, akiket a Hong Kong Film Awards Association és a City Entertainment olvasói választottak ki.

## A sugárút sztárjai
| #    | Név                    | Nemzetiség/Tartózkodási hely              | Foglalkozás                                                                                     |
| ---- | ---------------------- | ----------------------------------------- | ----------------------------------------------------------------------------------------------- |
| 1.   | Lai Man-Wai            | Japán/ Hongkong                           | némafilm színész, később rendező és producer                                                    |
| 2.   | Florence Lim           | Vancouver, Kanada/ Hongkong               | színésznő (Lai Man Wai felesége)                                                                |
| 3.   | Butterfly Hu           | Kína/ Hongkong                            | színésznő (1924 – 1960)                                                                         |
| 4.   | Sir Run Run Shaw       | Ningbo, Kína/ Hongkong                    | hongkonggi médiacsászár, a Television Broadcasts Limited (TVB) alapítója                        |
| 5.   | Wong Man Lei           | Kína/ Hongkong                            | színésznő                                                                                       |
| 6.   | Zhu Shilin             | Taicang, Kína/ Hongkong                   | filmrendező                                                                                     |
| 7.   | Tso Tat Wah            | Hongkong                                  | színész                                                                                         |
| 8.   | Lo Duen                | Hongkong                                  | színész, forgatókönyvíró                                                                        |
| 9.   | Griffin Yue            | Kína/ Hongkong                            | színész és a Huangmei opera sztárja                                                             |
| 10.  | Kwan Tak Hing          | Guangzhou, Kína/ Hongkong                 | színész                                                                                         |
| 11.  | Cheung Wood Yau        | Hongkong                                  | a kantoni opera sztárja (1940-50-es évek)                                                       |
| 12.  | Ng Cho Fan             | Hongkong/ Kanada                          | színész                                                                                         |
| 13.  | Tang Wing Cheung       | Hongkong                                  | a kantoni opera sztárja                                                                         |
| 14.  | Pak Yin                | Kína/ Hongkong                            | színésznő                                                                                       |
| 15.  | Zhou Xuan              | Csangcsou, Kína                           | énekes és színész                                                                               |
| 16.  | Cheung Ying            | Hongkong                                  | színész                                                                                         |
| 17.  | Li Tit                 | Hongkong                                  | színész (1930-40-es évek)                                                                       |
| 18.  | Wu Pang                | Hongkong                                  | rendező                                                                                         |
| 19.  | Yam Kim Fai            | Nanhai, Kína/ Hongkong                    | opera sztár                                                                                     |
| 20.  | Shek Kin               | Hongkong                                  | film- és televíziós színész                                                                     |
| 21.  | Li Li Hua              | Hongkong                                  | színésznő                                                                                       |
| 22.  | Bai Guang              | Peking, Kína/ Malajzia                    | énekesnő, színésznő                                                                             |
| 23.  | Ng Wui                 | Kína/ Hongkong                            | színész, rendező, a Union Film Enterprise Ltd társalapítója                                     |
| 24.  | Pak Suet Sin           | Hongkong                                  | a kínai opera sztárja                                                                           |
| 25.  | Hung Sin Nui           | Hongkong/ Kína                            | énekesnő, színésznő                                                                             |
| 26.  | Chun Kim               | Hongkong                                  | író, rendező                                                                                    |
| 27.  | Yu So Chow             | Peking, Kína/ Hongkong/San Francisco, USA | kínai opera                                                                                     |
| 28.  | Leung Sing Po          | Hongkong                                  | a kantoni opera sztárja                                                                         |
| 29.  | Tang Kei Chen          | Kína/ Hongkong/ Kanada                    | rádiós műsorvezető, színész és komikus                                                          |
| 30.  | Tang Bik Wan           | Hongkong                                  | a kantoni opera sztárja                                                                         |
| 31.  | Fong Yim Fun           | Hongkong                                  | a kínai opera sztárja                                                                           |
| 32.  | Miranda Yang           | Sanghaj, Kína/ Hongkong                   | színésznő, producer                                                                             |
| 33.  | Lin Dai                | Hongkong                                  | színésznő                                                                                       |
| 34.  | Woo Fung               | Hongkong                                  | színész, rendező                                                                                |
| 35.  | You Min                | Hongkong                                  | a kantoni opera sztárja                                                                         |
| 36.  | Patrick Tse            | Guangdong, Kína/ Hongkong/ Kanada         | film- és televíziós színész, forgatókönyvíró, producer                                          |
| 37.  | Li Han Hsiang          | Jinxi, Kína/ Hongkong                     | rendező                                                                                         |
| 38.  | Loke Wan Tho           | Kuala Lumpur, Malajzia/ Kínai Köztársaság | mozitulajdonos                                                                                  |
| 39.  | Roy Chiao              | USA                                       | színész                                                                                         |
| 40.  | Patricia Lam           | Hongkong                                  |                                                                                                 |
| 41.  | Chang Cheh             | Kína/ Hongkong                            | rendező                                                                                         |
| 42.  | Chor Yun               | Hongkong                                  | színész                                                                                         |
| 43.  | King Hu                | Peking, Kína/ Kínai Köztársaság/ Hongkong | rendező                                                                                         |
| 44.  | Ivy Ling               | Shantou, Kína/ Hongkong                   | opera sztár                                                                                     |
| 45.  | Connie Chan            | Guangzhou, Kína/ Hongkong                 | színésznő, énekesnő                                                                             |
| 46.  | Josephine Siao         | Suzhou, Kína/ Hongkong                    | színésznő                                                                                       |
| 47.  | Fung Bo Bo             | Hongkong                                  | film- és televíziós színésznő                                                                   |
| 48.  | Jimmy Wong             | Wuxi, Kína/ Hongkong                      | színész, producer, rendező, forgatókönyvíró                                                     |
| 49.  | Tommy Ti               | Xinhu, Kína/ Hongkong                     | színész                                                                                         |
| 50.  | David Chiang           | Hongkong/ Kanada                          | színész                                                                                         |
| 51.  | Leonard Ho             | Hongkong                                  | publicity officer and production officer at Shaw testvéreknél, később a Golden Harvest alelnöke |
| 52.  | Raymond Chow           | Hongkong                                  | filmrendező                                                                                     |
| 53.  | Bruce Lee              | Hongkong/ USA                             | színész, harcművész, a Jeet Kune Do megalapítója                                                |
| 54.  | Ng See Yuen            | Hongkong                                  | rendező                                                                                         |
| 55.  | Michael Hui            | Hongkong                                  | komikus, rendező, forgatókönyvíró                                                               |
| 56.  | Sam Hui                | Hongkong                                  | színész, popénekes                                                                              |
| 57.  | Brigitte Lin           | Kínai Köztársaság                         | színésznő                                                                                       |
| 58.  | Sammo Hung             | Hongkong                                  | színész                                                                                         |
| 59.  | Jackie Chan            | Hongkong                                  | színész                                                                                         |
| 60.  | John Woo               | Hongkong                                  | rendező                                                                                         |
| 61.  | Yuen Woo-ping          | Hongkong                                  | rendező és harcművészeti jelenetek koreográfusa                                                 |
| 62.  | Ann Hui                | Hongkong                                  | rendező                                                                                         |
| 63.  | Tsui Hark              | Hongkong                                  | rendező                                                                                         |
| 64.  | Chow Yun-fat           | Hongkong                                  | televíziós és filmszínész                                                                       |
| 65.  | Leslie Cheung          | Hongkong/ Kanada                          | kantopop énekes, színész                                                                        |
| 66.  | Andy Lau               | Hongkong                                  | kantopop énekes, színész                                                                        |
| 67.  | Jet Li                 | Kína/ Hongkong/ Szingapúr                 | színész                                                                                         |
| 68.  | Maggie Cheung          | Hongkong/ UK                              | televíziós és filmszínésznő                                                                     |
| 69.  | Anita Mui              | Hongkong/ Kanada                          | kantopop énekesnő, színésznő                                                                    |
| 70.  | Tony Leung Chiu-wai    | Hongkong                                  | televíziós és filmszínész                                                                       |
| 71.  | Michelle Yeoh          | Malajzia/ Hongkong                        | filmszínésznő                                                                                   |
| 72.  | Wong Kar-wai           | Hongkong                                  | rendező                                                                                         |
| 73.  | Stephen Chow           | Hongkong                                  | rendező és színész                                                                              |
| 74.  | Tsz Law Lin            | Hongkong                                  | színésznő                                                                                       |
| 75.  | Lam Kar Sing           | Hongkong                                  |                                                                                                 |
| 76.  | Wong Tin-Lam           | Hongkong                                  | forgatókönyvíró, producer, rendező, színész                                                     |
| 77.  | Bow Fong               | Hongkong                                  | színész                                                                                         |
| 78.  | Lau Kar Leung          | Hongkong                                  | televíziós és filmszínész                                                                       |
| 79.  | Shek Wai               |                                           |                                                                                                 |
| 80.  | Fu Chi                 |                                           |                                                                                                 |
| 81.  | Grace Chang            | Kína                                      | színésznő, énekesnő                                                                             |
| 82.  | Patsy Kar Ling         | Hongkong/ Thaiföld                        | színésznő                                                                                       |
| 83.  | Kwan Shan              | Hongkong                                  | színész                                                                                         |
| 84.  | Lo Wai                 | Hongkong                                  | színész                                                                                         |
| 85.  | Tong Kai               | Hongkong                                  | koreográfus                                                                                     |
| 86.  | Nee Kwong              |                                           |                                                                                                 |
| 87.  | Wong Jim               | Hongkong                                  | író, dalszövegíró                                                                               |
| 88.  | Karl Maka              | Hongkong                                  | producer, rendező, színész                                                                      |
| 89.  | Eric Tsang             | Hongkong                                  | televíziós és filmszínész                                                                       |
| 90.  | William Chang Suk Ping | Hongkong                                  | vágó, látványtervező                                                                            |
| 91.  | Tony Leung Ka Fai      | Hongkong                                  | filmszínész                                                                                     |
| 92.  | Anthony Wong Chau-sang | Hongkong                                  | televíziós és filmszínész                                                                       |
| 93.  | Cecilia Cheung         | Hongkong                                  | filmszínésznő                                                                                   |
| 94.  | Lai Pak Hoi            | Hongkong                                  |                                                                                                 |
| 95.  | Kenneth Tsang          | Hongkong                                  | televíziós és filmszínész                                                                       |
| 96.  | Sylvia Chang           | Kínai Köztársaság                         | filmszínésznő                                                                                   |
| 97.  | Jacky Cheung           | Hongkong                                  | kantopop énekes, színész                                                                        |
| 98.  | Lau Ching Wan          | Hongkong                                  | televíziós és filmszínész                                                                       |
| 99.  | Aaron Kwok             | Hongkong                                  | televíziós és filmszínész, kantopop énekes                                                      |
| 100. | Gong Li                | Kína/ Szingapúr                           | filmszínésznő                                                                                   |
| 101. | Leon Lai               | Hongkong                                  | televíziós és filmszínész, kantopop énekes                                                      |